# Charlotte von Mahlsdorf
Charlotte von Mahlsdorf (Berlim, 18 de março de 1928 – Berlim, 30 de abril de 2002) foi uma colecionadora, atriz, escritora, informante e condecorada ativista transvestida alemã fundadora do Museu Gründerzeit que mantém um acervo de peças do cotidiano do século XX.

## Biografia
Charlotte von Mahlsdorf nasceu em 1928, filha de Max Berfelde, um militante nazista, e Gretchen Gaupp Berfelde. Registrada como garoto e sob o nome de Lothar Berfelde, já jovem afirmava que sentia-se frágil e preponderantemente como do sexo feminino, além de ter interesse por coisas antigas e roupas femininas. Seu pai, por outro lado, membro do Partido Nazista desde a década de 1920, era violento não tinha bons olhos para a identidade da filha, desejava torná-la uma soldado, especialmente como forma de manter sua masculinidade. Mahlsdorf encontra, por fim, refúgio e compreensão no lar de seu tio, Josef Brauner.
Em 1942, seu pai forçou-a a ingressar na Juventude Hitlerista. Desafetos entre si a convivência eles teve um fim duro: com a evacuação da cidade em 1942, sua mãe foi obrigada a deixar a cidade. Com isto, seu pai a  desafiou a defender seus parentes com uma arma. Abalada, ela acaba por matar seu genitor enquanto ele dormia. Três anos depois, após estar internada em uma clínica psiquiátrica por várias semanas, foi condenada em janeiro de 1945 a quatro anos de detenção por delinquência juvenil antissocial.
Com a queda do Terceiro Reich ela foi libertada. A divisão da Alemanha entre Socialista e Capitalista resultou com, na Alemanha Ocidental, muitos políticos e altos membros nazistas sendo mantidos em cargos de poder, além de penas contra sodomia foram mantidas. Portanto, mesmo libertados de campos de concentração, pessoas trans e homossexuais seguiram enfrentando processos e condenações legais. Ela segue sua vida na República Democrática Alemã, onde as tais leis foram derrubadas e o Estado passou a ser considerado mais progressivo em relação aos direitos sexuais. Nessa época, começou a se vestir conforme sua identidade feminina, revendia bens usados e passou a ser reconhecida com o nome que levou até o final de sua vida: Charlotte von Mahlsdorf, abandonando o uso do sobrenome de seu pai e optando por uma referência à região de Mahlsdorf, parte bairro berlinense de Marzahn-Hellersdorf, local que viria a abrir seu museu.
Apaixonada por objetos de coleção desde os 19 anos, montou um acervo de relógios, roupas, espelhos, aquecedores e aparelhos de som. Em 1960 abriu o museu de objetos de uso cotidiano colecionados a partir de casas bombardeadas durante a Segunda Grande Guerra e, posteriormente, comandou um clube LGBT no porão do prédio que hoje abriga o museu. A partir de 1970 vários encontros e celebrações homossexuais da Alemanha Oriental foram realizadas no museu. Ainda na mesma época, em 1974, as autoridades da Alemanha Oriental pleitearam obter o controle estatal do museu e de seus bens. Ela, como resposta, optou por doar vários bens do museu a seus visitantes. Em 1976 o interesse de controle estatal foi revogada e o museu continuou sob a sua gerência. Ainda nessa década, ela se tornou informante e correspondente da Stasi, o serviço secreto da Alemanha Socialista.
Após a queda do Socialismo, e a anexação da Alemanha Oriental pela Alemanha Ocidental, seu museu foi vítima de um ataque de neonazistas em 1991, onde vários visitantes foram feridos. Nessa época, manifestou desejo de deixar a Alemanha, mantendo visitações limitadas ao museu particular. O museu foi oficialmente fechado em 1995 quando ela mudou-se para Porla Brunn, na Suécia, levando consigo vários itens de coleção para formar um novo museu, inaugurado em 1997. Parte da coleção foi deixada na Alemanha, na localidade berlinense de Mahlsdorf, e, posteriormente, adquirida pela cidade de Berlim e o antigo museu foi reaberto em junho de 1997.

### Morte
Em 2002, durante uma visita a Berlim, Mahlsdorf sofreu um ataque cardíaco e faleceu ao 74 anos. Enterrada no Cemitério Waldfriedhof Mahlsdorf, em sua lápide está escrito seu nome-morto.

### Legado

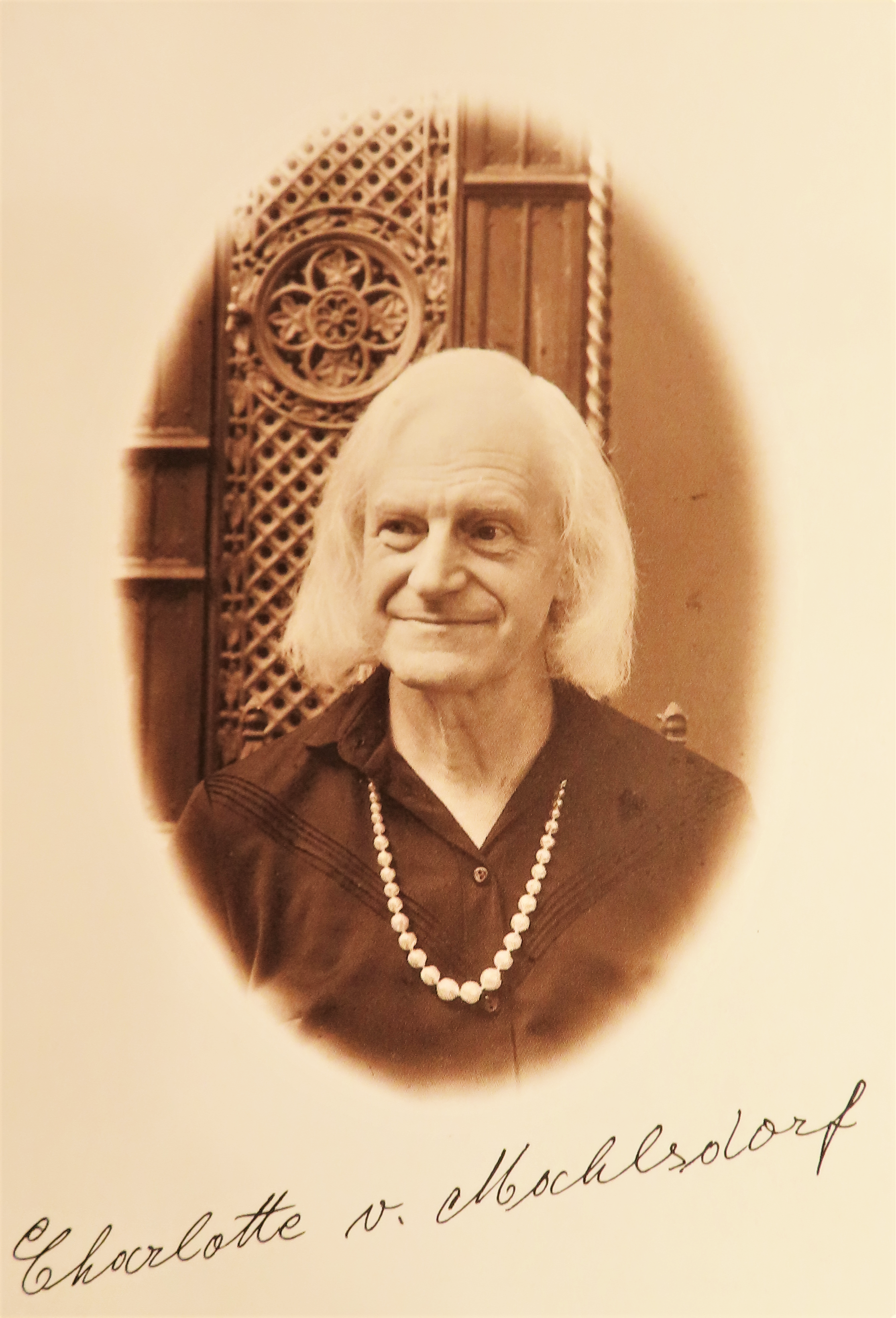
Imagem de Charlotte von Mahlsdorf autografada

Mahlsdorf é reverenciada como pioneira na luta pelo direito das pessoas trans, e das pessoas LGBT como um todo. Vivendo no Século XX, onde garantias e direitos dessas pessoas ainda não eram discussão e não estavam garantidos, sua existência levantou apontamentos sobre direitos civis e sociais. Mesmo com a Alemanha Oriental tendo pioneirismo nos assuntos voltados a essa população, como a abolição das leis de sodomia, a situação ainda era delicada, especialmente considerando a opinião pública de pessoas que, naquele contexto, acabaram de passar parte de sua vida na Alemanha Nazista.
Em 1989, estreia, com participação de Mahlsdorf, o filme Coming Out. O longa, dirigido por Heiner Carow e produzido e distribuído pelo estúdio estatal da Alemanha Oriental, DEFA, é considerado pioneiro por tratar sobre um jovem trabalhador que começa a lecionar em uma escola e precisa lidar com questões envolvendo descoberta sexual e os conflitos de se assumir gay já tendo uma companheira grávida.
Em 1992, ela foi condecorada com a Bundesverdienstkreuz, a Ordem do Mérito da República Federal da Alemanha.

#### Museu
Na atualidade, sua coleção segue em exibição permanente no Museu de Estilo Guilhermino na Mansão Mahlsdorf (Em alemão, Gründerzeitmuseum im Gutshaus Mahlsdorf), também referido, pelo governo berlinense, em sua homenagem, como "Grande Museu Charlotte von Mahlsdorf". O local está na mesma região que passou grande parte de sua vida e levou como nome.

#### Transvestida
Durante sua vida, afirmava preferir o termo "transvestida" ("transvestite") a "transsexual" pois, segundo ela mesma, não sentia aversão a seus genitais. Ela afirmava, "em minha alma, sou uma mulher" e que, na infância, ela havia sido "uma garota no corpo de garoto".

## Filmografia

### Cinema
- Coming Out dirigido por Heiner Carow. 1989.[9]
- Charlotte in Schweden dirigido por Rosa von Praunheim. 2003.[10]
- Charlotte dirigido por John Edward Heys. 2009.

### Documentário
- Ich bin meine eigene Frau dirigido por Rosa von Praunheim. 1992.[11]
  - Em 1992 o cineasta Rosa von Praunheim realizou uma adaptação para o cinema sobre a vida de Charlotte onde ela entra em cena. O nome do filme é "Ich bin meine eigene Frau" (em alemão), cuja tradução para o português seria "Eu sou minha própria mulher".

## Teatro
A vida de Charlotte conta com uma adaptação para o teatro com a peça originalmente chamada de "I'm my own woman" (em inglês). A peça foi escrita por Doug Wright a partir de entrevistas do autor com a personagem real da história, Charlotte. No Brasil, a peça "Eu sou minha própria mulher", encenado pelo ator Edwin Luisi, ganhou o 20º Prêmio Shell de Teatro em 2008.